# Ernst-Abbe-Sportfeld
Het Ernst-Abbe-Sportfeld is een sportpark in de Duitse stad Jena. In het sportpark bevindt zich onder andere een voetbal- en atletiekstadion, waarin de voetbalclub FC Carl Zeiss Jena zijn thuiswedstrijden speelt.
Het sportpark werd van 1922 tot 1924 aangelegd en in 1939 naar Ernst Abbe genoemd. In 1974 worden lichtmasten aangelegd en in 1978 wordt het stadion het eerste stadion in de DDR dat over een elektrisch scorebord beschikt. De oude houten tribune uit 1924 werd in 1997 afgebroken en door een moderne tribune met 4.020 overdekte zitplaatsen vervangen, die in 1998 werd geopend. Van 2024-2024 werd het stadion nogmaals gerenoveerd, wat in de praktijk op vrijwel volledige sloop en herbouw neerkwam. Het stadion, dat nu officieel de naam draagt van ad hoc Arena im Ernst-Abbe-Sportfeld, heeft nu een totale capaciteit van 15.100, waarvan ongeveer 9.000 zitplaatsen.

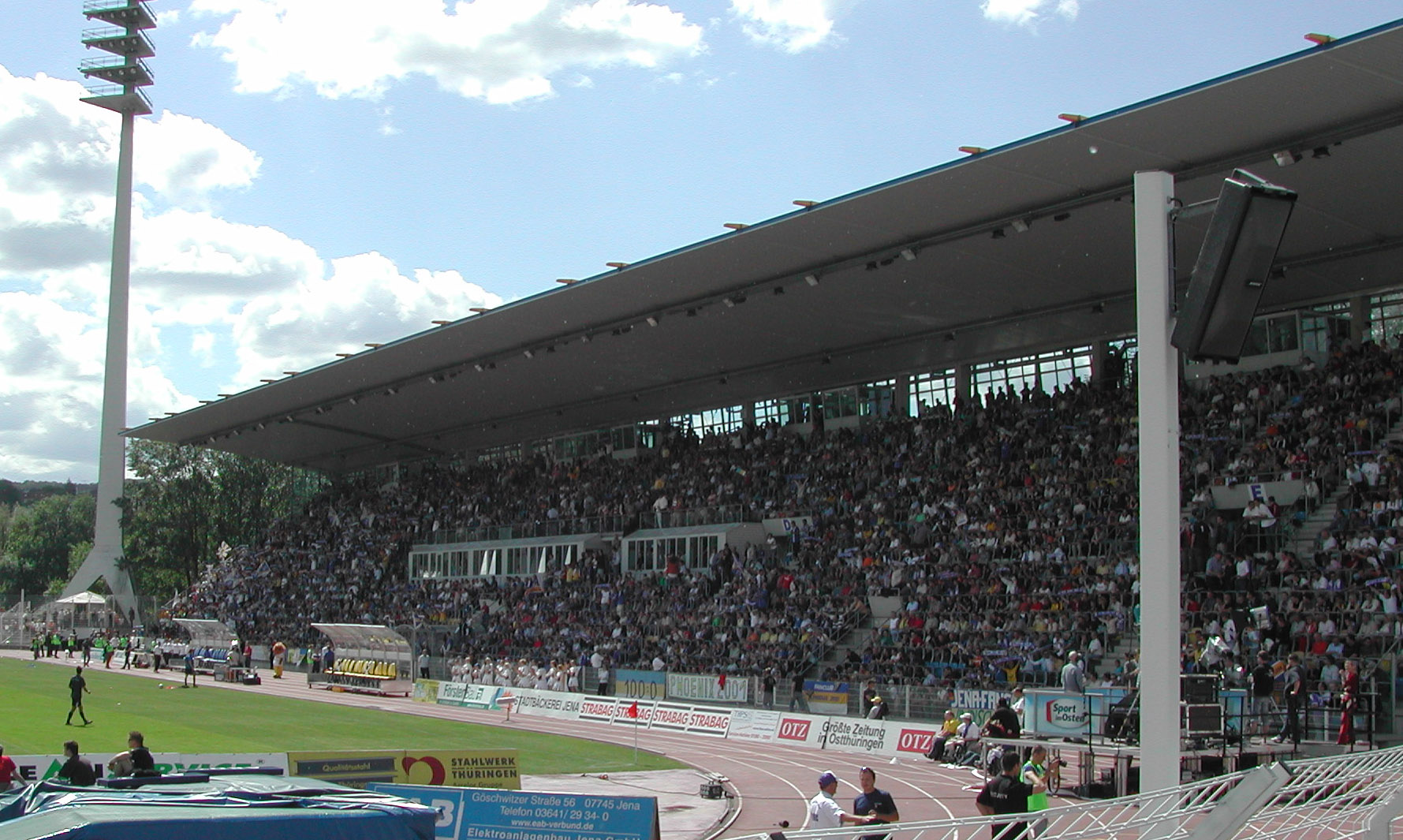

## Interlands
| № | Datum            | Wedstrijd                              | Uitslag | Competitie        |
| - | ---------------- | -------------------------------------- | ------- | ----------------- |
| 1 | 26 juli 1970     | Duitse Democratische Republiek – Irak  | 5 – 0   | Vriendschappelijk |
| 2 | 11 november 1981 | Duitse Democratische Republiek – Malta | 5 – 1   | WK-kwalificatie   |